# Strigoderma floricola
Strigoderma floricola är en skalbaggsart som beskrevs av Ohaus 1908. Strigoderma floricola ingår i släktet Strigoderma och familjen Rutelidae. Inga underarter finns listade i Catalogue of Life.